# ストレピ＝ティウ船舶昇降機

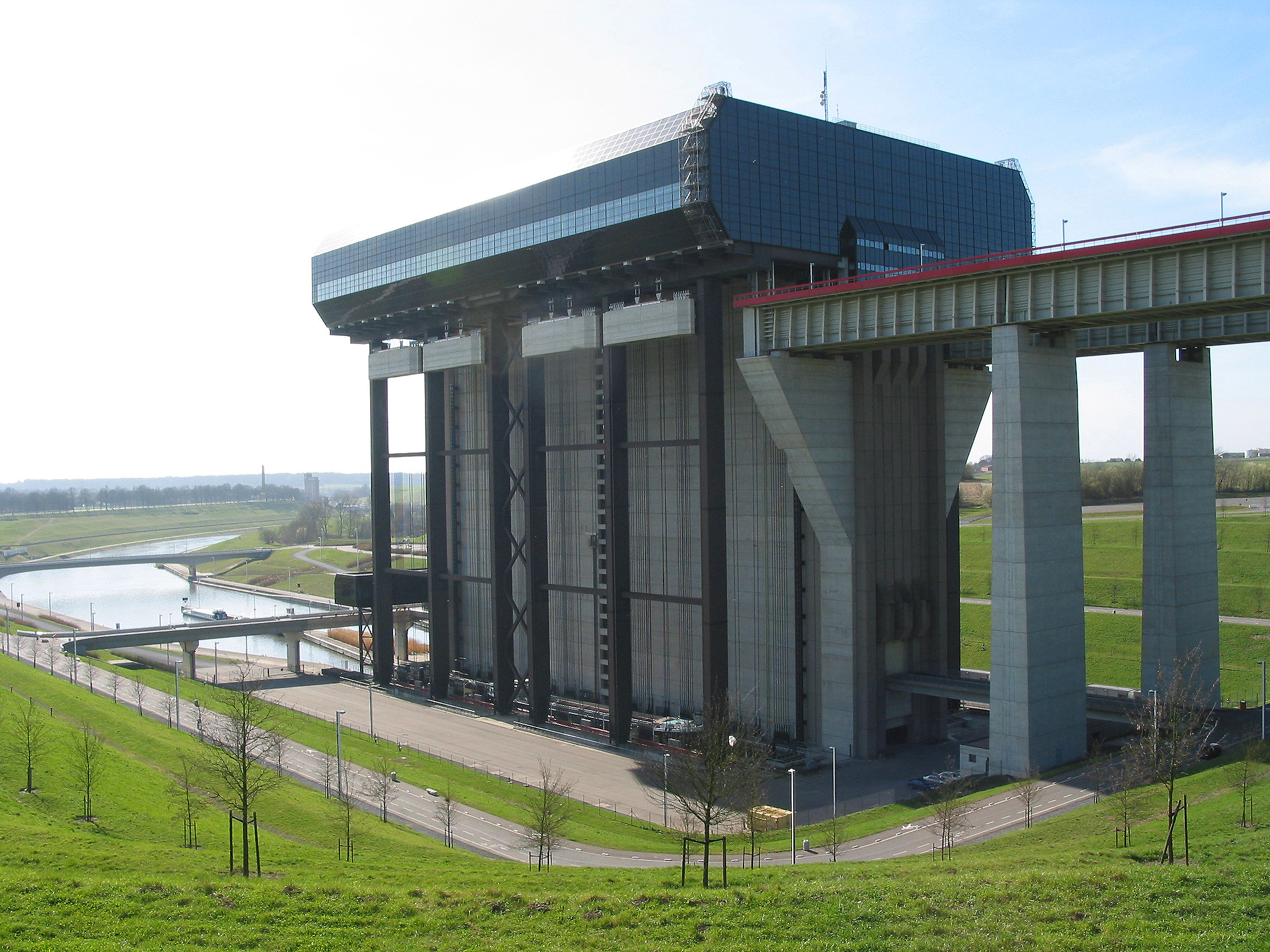
画像右にある橋は運河であり、画像左の水面との標高差を解消するためにこのストレピ＝ティウ船舶昇降機が使われる。

ストレピ＝ティウ船舶昇降機（-せんぱくしょうこうき、フランス語：L'ascenseur funiculaire de Strépy-Thieu）は、ベルギーのエノー州ル・ルーにあるサントル運河（Canal du Centre、中央運河の意）の支流に存在する船舶昇降機である。垂直昇降高さは73.15メートルで世界一。中華人民共和国の三峡ダム船舶昇降機が完成すると、そちらが世界一の高さとなる。

## 歴史

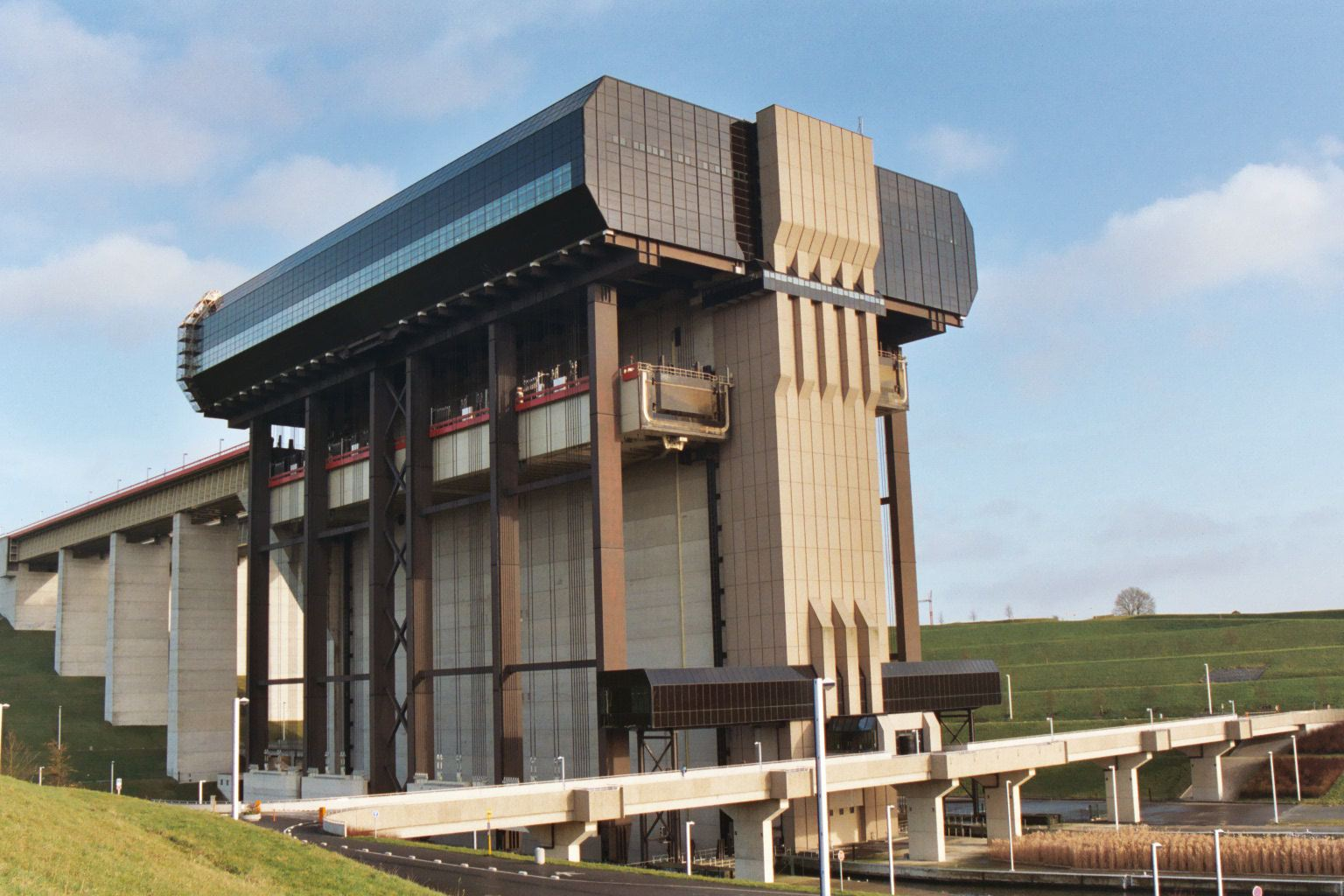
上写真の逆方向の写真。ケーソンが釣り下げられているのがわかる。

この船舶昇降機は、サントル運河に設置してあった同様の目的を持つシステム（以下、旧システムと便宜的に記述する）を更新するために建設された。旧システムは1879年に供用開始し300トンの船舶を移動することができたが、1960年代頃までに、ヨーロッパの標準の国際貨物船は1,350トン級となっており、能力不足となっていた。
新たな船舶昇降機は1982年に建設が開始され、2002年に完成した。建設費は1億6,000万ユーロ（64億ベルギー・フラン）である。稼働後は、その1,350トン対応という能力のためにマース川とスヘルデ川（エスコー川）間の交通量は増大し、両河川の河川取扱量は2001年の256キロトンから2006年には2,295キロトンとなった。名称は、本昇降機の谷側（東側）のストレピと、山側（西側）のティウというふたつの地名から取られた。
本昇降機は旧システムの四つの船舶昇降機をショートカットするように建造されている。旧システムは1888年から1919年に建設された、二つの閘門と四つの16メートル級船舶昇降機を備えたものである。これらはラ・ルヴィエールとル・ルーにあるサントル運河の4つのリフトとその周辺 (エノー州)としてユネスコの世界遺産に登録されており、観光船は現在もそちらを航行している。

## 比較検討
本機が選定されるにあたり、五つのプランが検討された。
- 36.5メートル級の船舶昇降機を2基設置する
- 73メートル級の船舶昇降機を1基設置する（採用）
- 斜度5パーセントのインクラインを設置する
- 斜度10パーセントのインクラインを設置する
- 斜度3.5パーセントの傾斜水路を設置する

これらの中で、建設時の投資額と完成後の運用費ともにもっとも経済的な案、すなわち本機が採用された。また、強固な地盤が連続していないことが判明したため、大きな荷重が長い距離を移動するインクラインは見送られた。

## 設計

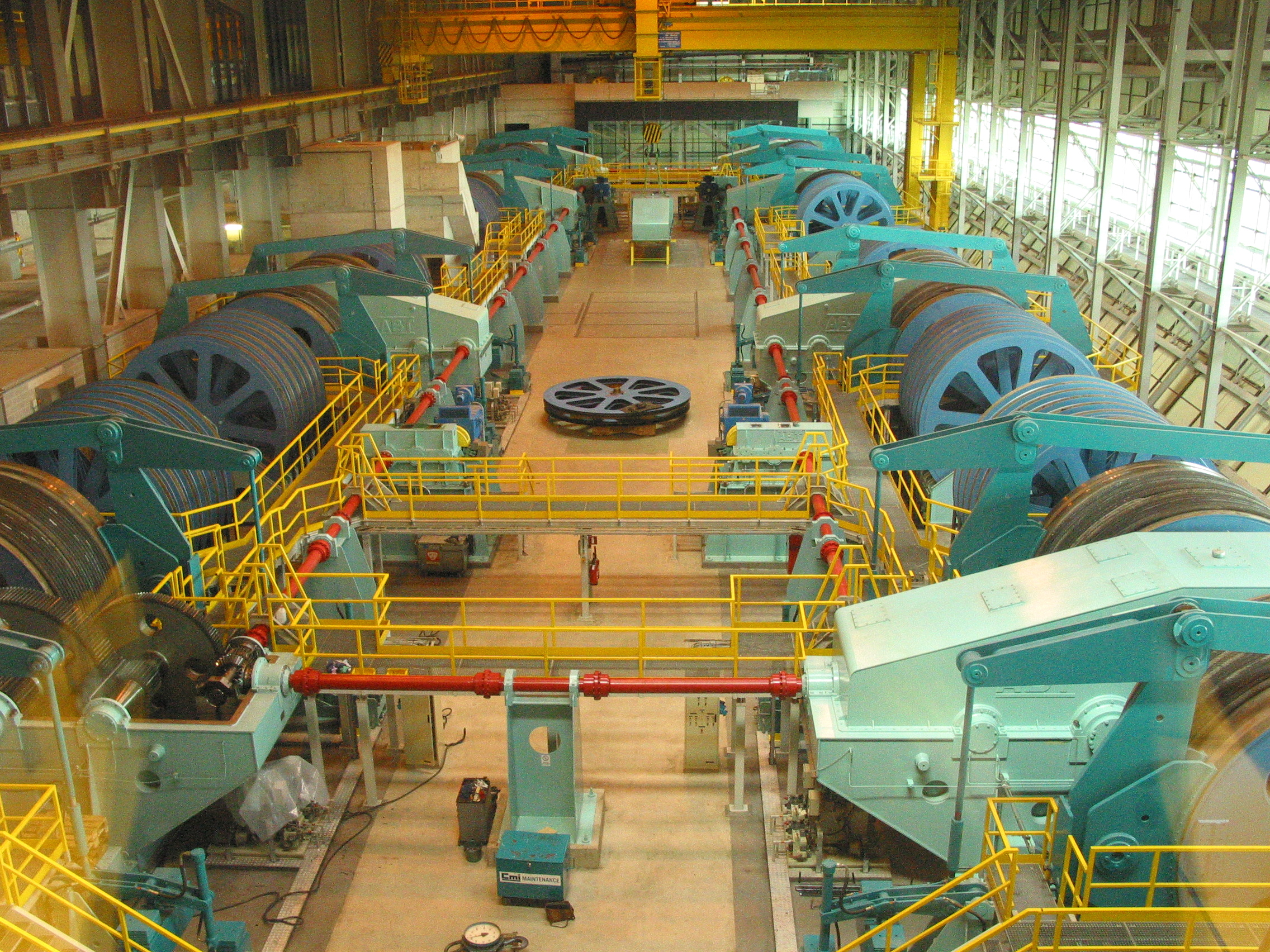
巨大なプーリーが見える機械室。

ストレピ＝ティウ船舶昇降機は、7,760トンのカウンターウエイトつきのケーソン（ケージ）を2組み備えている。水が入った状態のケーソンひとつあたりの重量は、7,200トンから8,400トンである。
ケーソンの寸法は、全長112メートル×全幅12メートル×全高5.7メートルであり、水深は3.35〜4.15メートルである。各ケーソンは112本のケーブルで釣り下げられており、上昇・下降用としてさらに32本の制御ケーブルが備えられている。ケーブルの直径は1本85mmである 。カウンターウェイトの重量は、制御ケーブルそれぞれに100キロニュートンのテンションがかかるように計算されている。釣り下げ用ケーブルは直径4.8メートルのプーリーに巻かれている。
上昇・下降の動力源は電動機である。ケーソン1つあたり4つの電動機があり、減速のためのトランスミッションを介して8つのウインチを動かしている。ケーソンを73.15メートル上昇・下降させるのにかかる時間は7分ほどである。
構造物は非常に堅固であり、稼働中のねじれにも十分な強度を持つ。重量はおよそ20万トンである。ケーソンを仕切るゲートは垂直方向に動作し、2,000トン級の船舶が時速5キロで衝突してもそれに耐えられるだけの強度がある。また、巨大さからくる威圧感を軽減するような外観となっている。
この船舶昇降機の稼働に必要な電力は1200キロワットである。一般電力が使用されているが、自家発電装置も設けられている。

## 施設見学
この船舶昇降機は観光施設のひとつとしてエノー州政府により宣伝されている。片方向の昇降に帯同できる歩行者用チケットは5.50ユーロである。